# Zhang Xiaowen (scacchista)
Zhang Xiaowen (Shanghai, 24 febbraio 1989) è una scacchista cinese, grande maestro femminile dal 2009 e maestro internazionale femminile dal 2008.
È stata campionessa asiatica femminile nel marzo 2009 nel campionato disputato presso la Baia di Subic e campionessa femminile cinese nell'aprile 2011 nel torneo disputato a Xinghua.